# Tranque de relaves El Cobre
El tranque de relaves El Cobre es el nombre que se le da al conjunto de varios depósitos de relave de la explotación de cobre "El Soldado" ubicados en la cuenca del estero El Cobre que es la continuación del estero El Sauce en la Región de Valparaíso.

## Historia

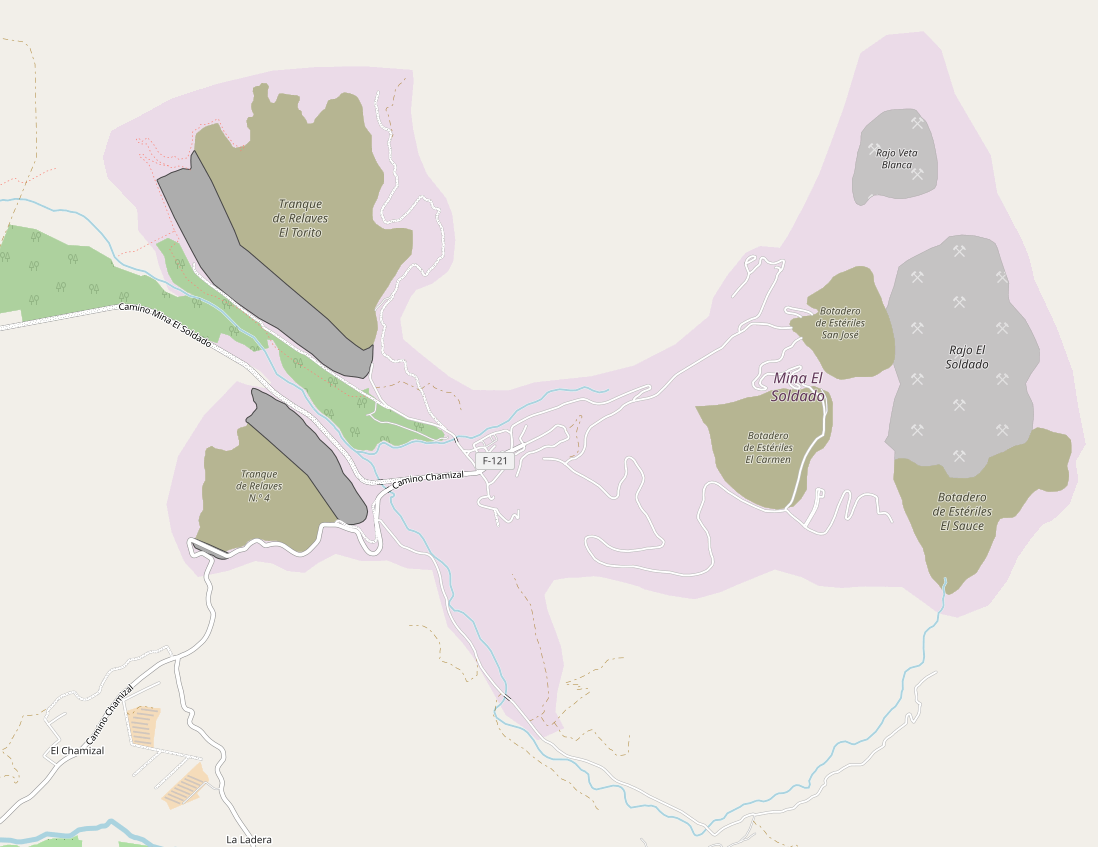
Mina de cobre El Soldado y sus tranques de relave en 2024, según OpenStreetMap. El depósito a la izquierda abajo es el "depósito n°4" y a la izquierda arriba está "El Torito". Los tranques Nuevo, Viejo y Chico ya no aparecen, su ubicación era aproximadamente la zona verde entre el depósito n°4 y El Torito.

Las primeras extracciones de cobre se iniciaron en 1842 y en la confluencia de los esteros El Sauce y El Cobre (o donde el primero pasa a llamarse com el segundo) se formó un pueblo denominado hoy "El Cobre" con una escuela, plaza de juegos, cancha de fútbol, 57 casas, un retén de policías, un almacén y un restaurante.: 24 
Desde 1938 comenzaron a acumularse los relaves de la mina y hasta 1965 habían sido construidos los tranques de relave: 
- tranque de relaves Viejo (350 m x 350 m, alcanzando su llenado 32 a 35 m sobre el nivel del valle en 1965)
- tranque de relaves Nuevo,
- tranque de relaves Chico,

todos ellos colindantes y en la cuenca del estero.: 89 
El 25 de marzo de 1965 ocurrió el terremoto de La Ligua de 1965 que causó el colapso de los tranques Viejo y Nuevo, quedando el Chico en pie. El derrumbe cayó sobre el pueblo de "El Cobre" y se estima en 200 las víctimas del desastre.: 85 
Entre 1965 y 1970 se construyeron tres nuevos depósitos:
- depósito n°2 (continuación del "tranque Chico"),
- depósito n°3A (reconstrucción del "tranque Nuevo"),
- depósito n° 3B,
- depósito n° 3C, los dos últimos una continuación del 3A.

En 1970 se construyó el 
- tranque de relaves n° 4
- tranque Torito (proyecto en 1970).[1]: 60–61

El 9 de julio de 1971 se produjo un sismo de 7,4 grados en la escala de Richter que ocasionó grietas profundas en el tranque n°4 aunque no colapsó.

## Veta del Agua
A la orilla sur del meandro del estero el Sauce se instaló una planta de tratamiento del mineral de cobre y al otro lado, al sur, del estero se construyó el tranque de relaves Veta de Agua que colapsó con el terremoto de Chile de 2010. Una parte del tranque se derramó por la ladera y atascó el paso del estero.: 11 